# Szmelta

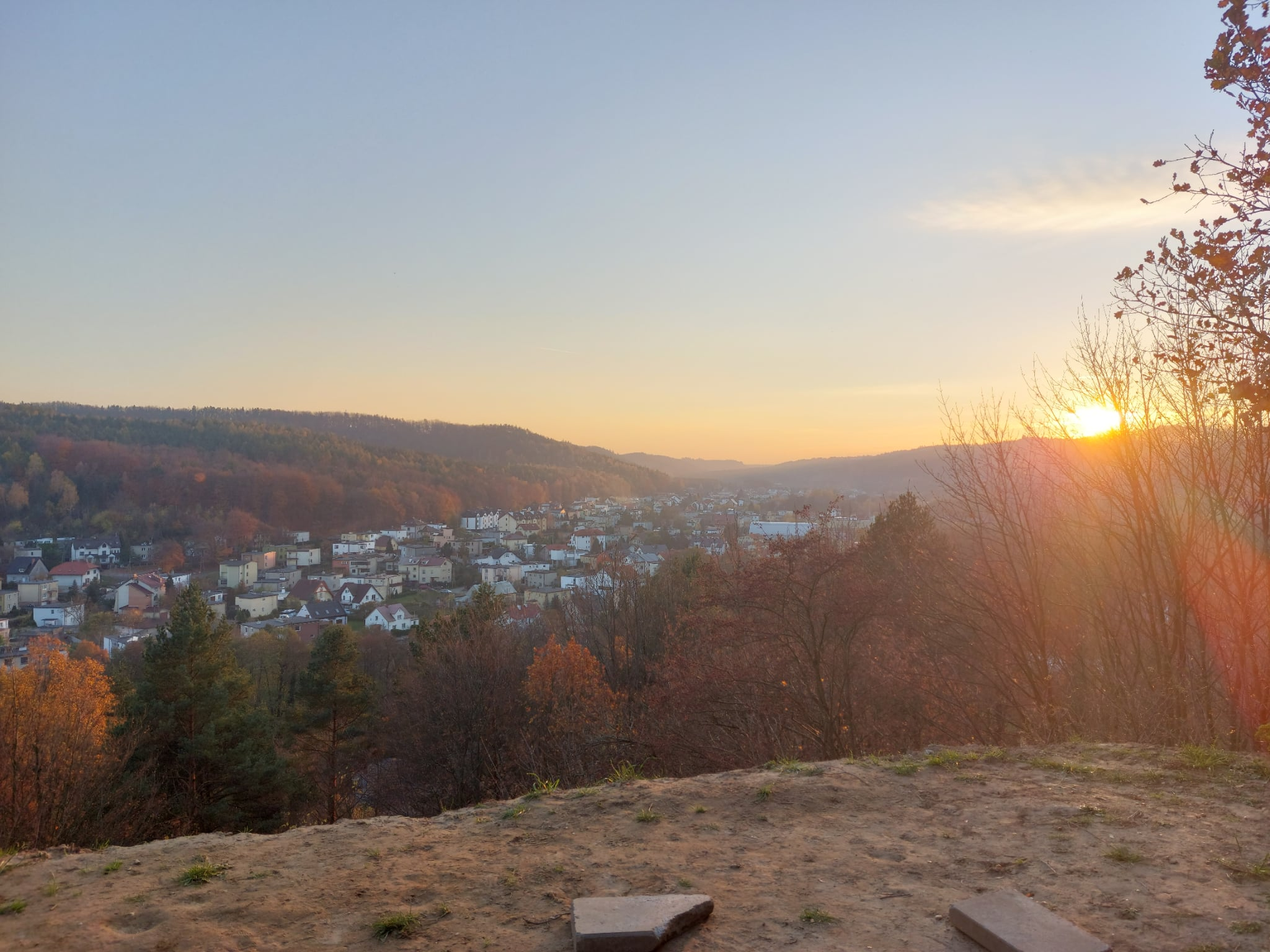
Widok na Szmeltę z nowego punktu widokowego na górze markowca

Szmelta (kaszub. Rëmiô Szmelta, niem. Schmelzthal) – dzielnica Rumi położona w dolinie Zagórskiej Strugi. Od zachodu, wschodu i południa otoczona kompleksem leśnym Trójmiejskiego Parku Krajobrazowego na północny dzielnica przechodzi w Zagórze. Główną osią komunikacyjną dzielnicy jest ulica Kamienna. Połączenie z centrum miasta umożliwiają autobusy komunikacji miejskiej (linie nr 85, 84 i 288).